# Maison de la Région Strasbourg

Ansicht von Süden

Südostecke des Gebäudes

Das Maison de la Région (deutsch Haus der Region) ist ein Verwaltungsgebäude der französischen Region Grand Est, die am 1. Januar 2016 aus dem Gebiet der vorherigen Regionen Elsass (Alsace), Lothringen (Lorraine) und Champagne-Ardenne entstand. Im Jahr 2005 erbaut, war es zuvor als Maison de la Région Alsace der offizielle Sitz der Region Elsass.

## Lage
Das Gebäude befindet sich im Nordosten der Stadt unweit des Messegeländes und des Europaviertels. Es liegt nördlich der Aar am 2010 eingeweihten Place Adrien Zeller im Stadtbezirk Wacken. Vor dem Gebäude befindet sich eine Haltestelle für Busse und die Straßenbahnlinien B und E.

## Beschreibung
Das Maison de la Région wurde vom Pariser Architekturbüro Chaix & Morel et associeés geplant und 2005 fertiggestellt. Am Wettbewerb hatten 1999 auch die Architekten Beaudouin, Beaudouin & Richter teilgenommen.
Das Gebäude wurde auf einem quadratischen Grundriss errichtet. Es hat fünf Ebenen mit einer Nutzfläche von 19.000 m² und 10.000 m² verglaste Fassaden. Um die Nord-Süd-Achse gruppieren sich im Erdgeschoss hauptsächlich Gemeinschaftsräume, wie der Plenarsaal, ein Projektionsraum, das Dokumentationszentrum und eine Ausstellungsfläche. In der ersten Etage befinden sich die Büros des Präsidenten, der Generaldirektion und des Kabinetts sowie die der Ausschüsse. Die Büros der Regionalverwaltung nehmen den zweiten und dritten Stock ein. Das Catering mit Selbstbedienung, Cafeteria und Speisesaal nimmt die oberste Ebene des Gebäudes ein.
Aus diesem Quader sind im Norden und den oberen Stockwerken größere Blöcke herausgeschnitten um den Büros mehr Tageslicht zu gewähren. Beschrieben wird das als «une volumétrie complexe dans une enveloppe simple» (eine komplexe Volumetrie in einer einfachen Hülle). Eine Stahlkonstruktion mit einem Dach aus Lamellen umfasst den ganzen Baukörper.
Der Bau ist nach modernen Umweltstandards und als energieeffizientes Gebäude entworfen worden. Solarkollektoren sollen zwei Drittel des Warmwasserbedarfs der Kantine abdecken. Der jeweilige Sonnenschutz ist je nach Himmelsrichtung verschieden und soll die Sonneneinstrahlung je nach Jahreszeit minimieren. Bei der Auswahl der Materialien hatte die Verwendung von Holz einen großen Stellenwert. Für die Fassaden wurde Douglasie der Vogesen verwendet, für Wandverkleidungen, Zwischendecken und Möbel Buche aus dem Département Doubs und slowakische Eiche für die Bodenbeläge der Hauptachse und Korridore.